# Anypodetus phalaros
Anypodetus phalaros là một loài ruồi trong họ Asilidae. Anypodetus phalaros được Londt miêu tả năm 2000. Loài này phân bố ở vùng nhiệt đới châu Phi.